# NGC 1471
NGC 1471 este o galaxie spirală situată în constelația Eridanul. A fost descoperită în 1 noiembrie 1886 de către Lewis A. Swift. Se află la o distanță de 22,36 de megaparseci de Pământ.